# Sisavang Vatthana
Sisavang Vattana, známý též jako Savang Vatthana (13. listopadu 1907 Laos – 13. května 1978 či nejpozději v roce 1984? Xam Neua, Laos) byl v letech 1959–1975 posledním králem Laosu. Vládl od otcovy smrti v roce 1959 až do roku 1975, kdy byl donucen abdikovat. Jeho vláda skončila, když se v roce 1975 ujala moci komunistická strana Pathet Lao a s celou rodinou jej poslala do převýchovného tábora.